# Piotr Szumlewicz
Piotr Szumlewicz (ur. 19 marca 1976 w Warszawie) – polski dziennikarz i publicysta, działacz związków zawodowych.

## Życiorys

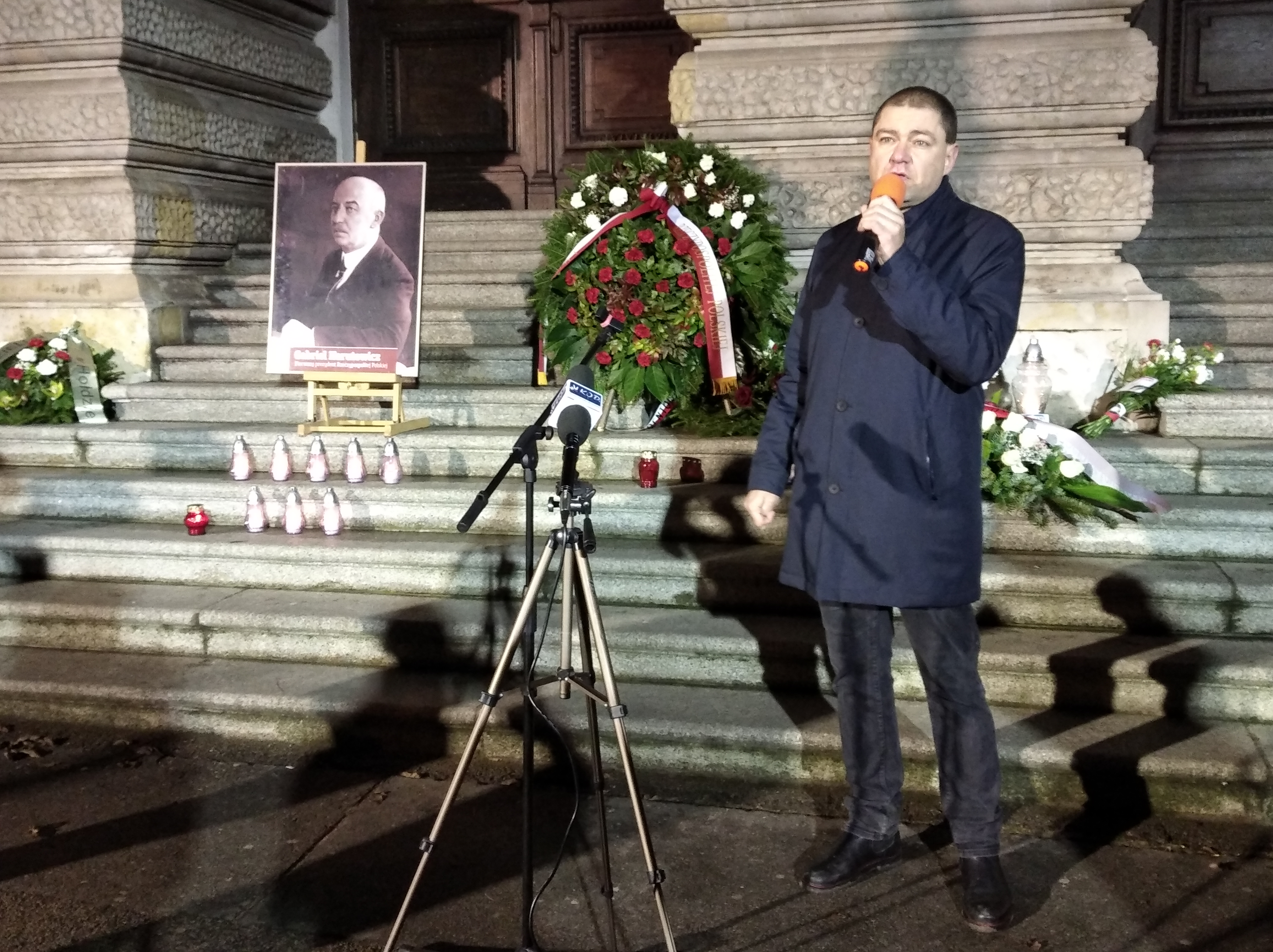
Piotr Szumlewicz wygłaszający mowę na zgromadzeniu upamiętniającym 99. rocznicę zamachu na Gabriela Narutowicza – Zachęta Narodowa Galeria Sztuki, 16 grudnia 2021.

Absolwent socjologii i filozofii na Uniwersytecie Warszawskim. Redaktor kwartalnika „Bez Dogmatu” i portalu lewica.pl. Jego teksty ukazywały się również między innymi w „Przeglądzie”, „Gazecie Wyborczej”, „Trybunie”, „Dzienniku Trybuna” i polskiej edycji miesięcznika „Le Monde diplomatique”.
Autor wielu raportów i opracowań dla organizacji pozarządowych, w tym Fundacji im. Heinricha Bölla, Fundacji im. Róży Luksemburg i Fundacji Lasalle’a. Jeden z założycieli Krytyki Politycznej, z której wystąpił w 2003.
Od kwietnia 2010 dziennikarz TVP, gdzie współpracował przy wydawaniu programu Gorący temat w TVP2. Potem pracował też w Panoramie, współpracował z serwisem informacyjnym TVP Polonia – Polonia 24 oraz z portalem tvp.info, dla którego przeprowadzał wywiady z polskimi i zagranicznymi intelektualistami. Od maja do listopada 2013 roku stały felietonista „Dziennika Trybuna”, dla którego pisał również od grudnia 2019 roku do marca 2020 roku. Od 10 października 2012 roku do połowy kwietnia 2016 roku na antenie Superstacji współprowadził program Ja panu nie przerywałem, reprezentując poglądy lewicowe. Od lipca 2016 do momentu zamknięcia w listopadzie 2017 był stałym felietonistą „Tygodnika Faktycznie”.
Od października 2016 roku do czerwca 2019 roku nagrywał wideo felietony dla portalu interia.tv. W latach 2016–2019 publikował felietony w „Dzienniku Gazecie Prawnej”. Od połowy maja 2017 roku do maja 2020 roku publikował felietony na portalu strajk.eu. Od kwietnia 2019 roku redaktor naczelny magazynu gospodarczego „Fakty”. Od stycznia do października 2021 roku publikował na łamach portalu wtv.pl. Od 2 października 2019 do 28 października 2020 był dziennikarzem internetowej rozgłośni Halo.Radio, gdzie prowadził autorski program Audycja Związkowa, poruszający temat spraw pracowniczych. Od stycznia 2021 w serwisie YouTube na kanale Reset Obywatelski prowadzi audycję o tej samej tematyce pod nazwą Czas na związki oraz audycję Tydzień zleciał. Boom! wraz z Wojtkiem Krzyżaniakiem. Od lutego 2021 roku pisze felietony dla "Gazety Wyborczej".
Od października 2012 roku dziennikarz związkowy, ekspert i doradca Ogólnopolskiego Porozumienia Związków Zawodowych. Od października 2017 roku przewodniczący Rady OPZZ m.st Warszawy i powiatu warszawskiego zachodniego, a od kwietnia 2018 roku przewodniczący Rady OPZZ województwa mazowieckiego. W marcu 2019 roku rozstał się z OPZZ. Od czerwca 2019 roku przewodniczący Związku Zawodowego Związkowa Alternatywa. 
Startował do Sejmu w wyborach parlamentarnych w 2015 roku jako kandydat bezpartyjny, popierany przez OPZZ, z list komitetu koalicyjnego Zjednoczona Lewica. Otrzymał 666 głosów. Komitet koalicyjny nie przekroczył progu wyborczego.
W marcu 2023 roku wyraził swój sprzeciw wobec zakazu handlu w niedziele.
W grudniu 2024 roku wyraził chęć kandydowania w wyborach prezydenckich w 2025. Komitet Szumlewicza został zarejestrowany 14 lutego 2025 roku, jednak nie zdołał on zebrać wymaganych stu tysięcy podpisów poparcia, w związku z czym Państwowa Komisja Wyborcza odmówiła zarejestrowania go jako kandydata. 

## Publikacje
Autor książek:
- Niezbędnik ateisty (2010)
- Ojciec nieświęty (2012)
- Wielkie pranie mózgów. Rzecz o polskich mediach (2015)
- Bezbożnik. Przeciwko władzy religii (2021)

Współredaktor książek:
- Stracone szanse? Bilans transformacji 1989–2009 (2009)
- PRL bez uprzedzeń (2010)
- Niezbędnik historyczny lewicy (2013)